# Guilberville
Guilberville is een plaats en voormalige gemeente in het Franse departement Manche in de regio Normandië en telt 893 inwoners (2004). De plaats maakt deel uit van het arrondissement Saint-Lô.

## Geschiedenis
Guilberville maakte onderdeel uit van het kanton Torigni-sur-Vire tot dat op 22 maart 2015 werd samengevoegd met het kanton Tessy-sur-Vire tot het kanton Condé-sur-Vire. Op 1 januari 2016 fuseerde de gemeente met Brectouville, Giéville en Torigni-sur-Vire tot de commune nouvelle Torigny-les-Villes.

## Geografie
De oppervlakte van Guilberville bedraagt 22,4 km², de bevolkingsdichtheid is 39,9 inwoners per km².
De onderstaande kaart toont de ligging van Guilberville met de belangrijkste infrastructuur en aangrenzende gemeenten.

## Demografie
Onderstaande figuur toont het verloop van het inwonertal (bron: INSEE-tellingen).

Brectouville · Giéville · Guilberville · Torigni-sur-Vire